# Лиса гора (Микільська Слобідка, Київ)
Лиса гора – верхівка піщаних дюн борової тераси, що існувала на схід від Микільської Слобідки у сучасному Дніпровському районі м. Києва. Займала територію від парку «Перемога» до скверу на перетині Воскресенського проспекту та вул. Микитенка.

## Історія
На мапі Києва 1750 р. на схід від Микільської Слобідки на підвищені борової тераси позначено Лису гору.
З приводу цього підвищення, що тяглося від Микільської Слобідки до села Вигурівщина, путівник Богуславського (1912 р.) повідомляє, що тут знаходилася Лиса гора – “улюблене пристановище київських, іногородніх та навіть іноземних відьом” .
М. Ф. Берлінський, у своїй “Історії міста Києва” – ще у 1798-99 рр. – також локалізує Лису гору на Русанівському узбережжі:
«Левая реки низменная сторона составляет сенокосные луга, поросшие отчасти лозою, и имеющие рыбные озера, что все вешнею водою бывает подтопляемо. Сии луга версты в три ограничиваются пред Киевом песчаными курганами, имеющими в длину реки протяжение от Киева книз верст на сем, которые называются Лысою горою».
Про цю Лису гору згадували й інші автори:
«За придніпровими луками, на лівому боці Дніпра, між слободами Микільською та Воскресенською, маячіє піщане невелике узвишшя, це відома київська Лиса гора, яка колись утворювала берег Дніпра».
 М. Закревському (1865 р.) також було відомо лише про цю Лису гору. Цікаво, що наприкінці ХХ ст. довгожителі Воскресенки категорично заперечували наявність поблизу Лисої гори. Останнє має просте пояснення – це підвищення знаходилося ближче до Микільської Слобідки. 
Як вказує С. Вакулішин лівобережна Лиса гора завдовжки близько 3 км чітко показана на мапі Києва у БСАМі (Большой советский атлас мира, 1940). 

## Сучасний стан
Нині на місці цих кучугурів краю надзаплавної тераси міська забудова від парку «Перемога» до скверу на перетині Воскресенського проспекту та вул. Микитенка. 
Уявити собі схили тутешньої Лисої гори можна хіба що перебуваючи на схилі подібної лівобережної височини по західному краю Дарницького цвинтаря. Значно нижчі піщані дюни збереглися також в урочищі Горбачиха.